# Aeropuerto de Pskov
El Aeropuerto de Pskov (del ruso: Аэропорт Псков) (IATA: PKV, ICAO: ULOO), también conocido como Aeropuerto de Pskov-Kresty, es un aeropuerto internacional ubicado 6 km al sudeste de Pskov, capital del óblast de Pskov, Rusia. 
Se trata de una base aérea de uso compartido.
Las operaciones civiles del aeropuerto corren a cargo de la empresa Pskovavia (del ruso: Псковавиа).

## Pista
Cuenta con una pista de hormigón en dirección 01/19 de 2007 × 44 m (6.583 × 144 pies). El pavimento es del tipo 70/R/B/X/T lo que permite la operación de aeronaves con un peso máximo al despegue de 250 toneladas.
La parte militar cuenta con 27 grandes plataformas en un diseño complejo, con sus correspondientes calles de rodaje. Los servicios civiles de la zona de la terminal disponen de una plataforma con 13 aparcamientos para aviones medianos/grandes y unas 20 avionetas.
No tiene capacidad para el aterrizaje por instrumentos.

## Operaciones militares
En la base reside el 334 VTAP (334 Regimiento de Aviación de Transporte), que opera con aeronaves Ilyushin Il-76.